# Ariel (groupe)
Pour les articles homonymes, voir Ariel.

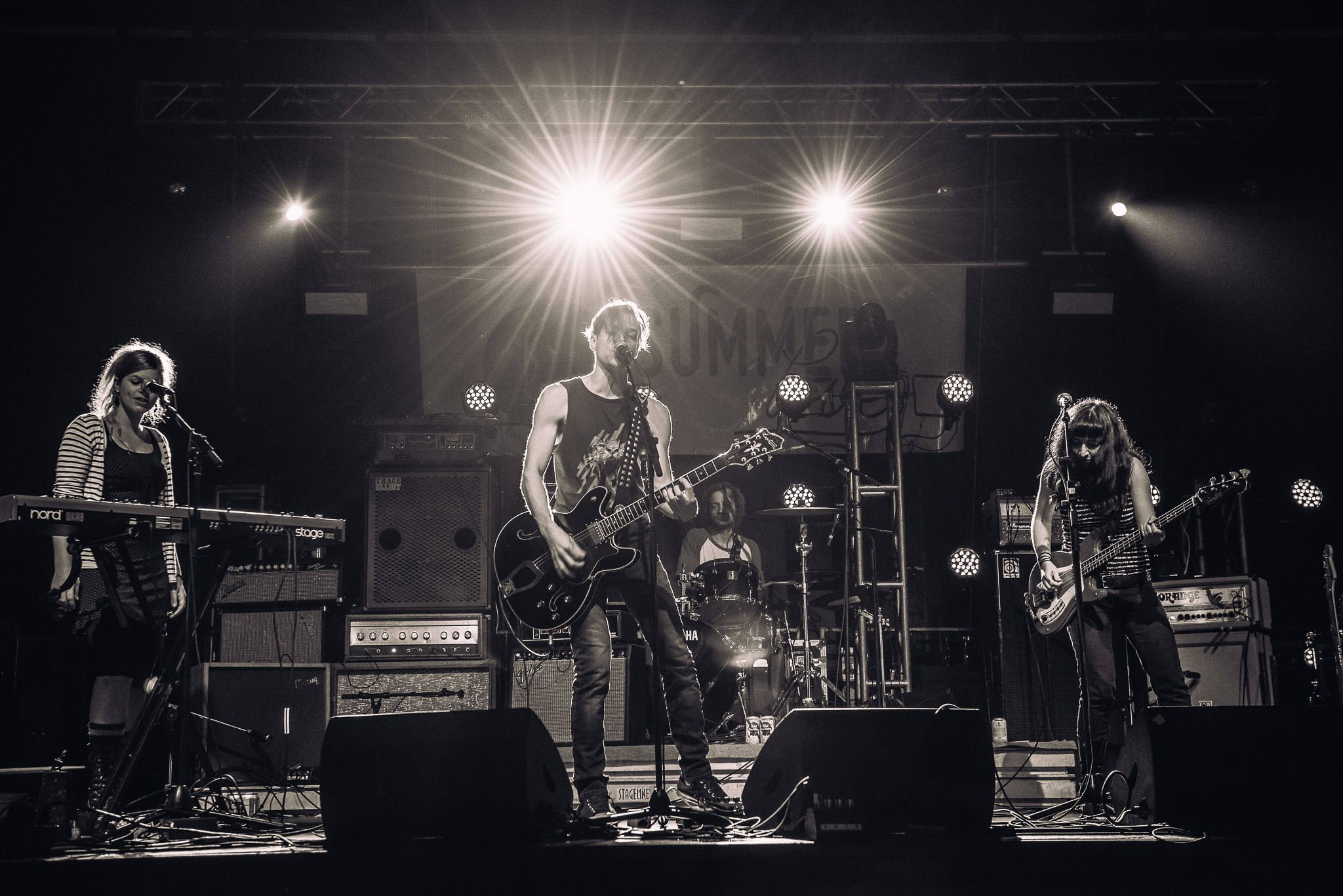
Summer Love, Nédélec, 2015
Ariel Coulombe, Sélène Bérubé, Jonathan Gagné, Marie-Anne Arsenault

Ariel est un groupe rock québécois francophone fondé en 2007 autour de l'auteur-compositeur Ariel Coulombe. Le style du groupe allie stoner rock, pop et rock progressif avec des influences allant de Queens of the Stone Age aux Rita Mitsouko.
Le groupe se voit mettre en lumière lors des Francouvertes 2009, remportant la première place après avoir occupé le premier rang du classement à toutes les étapes du concours, un précédent. Par la même occasion, la formation rafle le prix Cirque du Soleil pour une « prestation exceptionnelle », le Prix du public ainsi que le Prix de la composition Socan pour la pièce Chargez!
Chez les critiques, Ariel surprend par son style sombre et frondeur, une présence intrigante ainsi que la qualité de ses prestations, très expressives et ponctuées d'improvisations,.
Ariel s'est produit lors de plusieurs événements majeurs, dont les FrancoFolies de Montréal, Osheaga et M pour Montréal.

## Après le crime(2010)

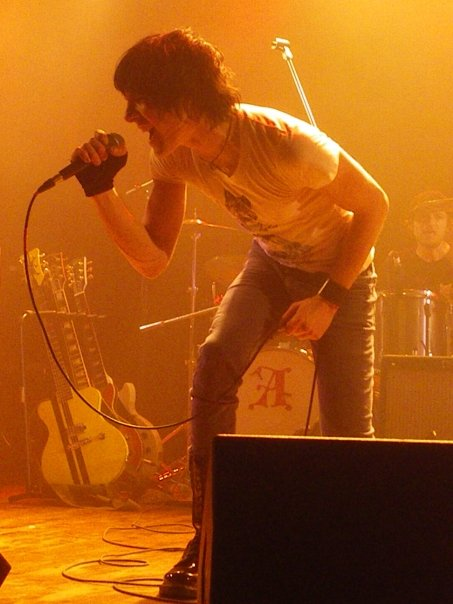
Ariel Coulombe au Lion d'Or, 2010

L'album Après le crime, réalisé par Gus van Go, a été en nomination pour "Album alternatif de l'année" au gala de l'Adisq 2011, au Grand prix de la relève musicale Archambault, en plus de figurer sur plusieurs palmarès des albums québécois de l'année, dont Bande à part et NRJ. Les trois vidéoclips tirés de l'album, Chargez!, Après le crime et Mauve, seront tour à tour #1 à MusiquePlus pendant plusieurs semaines. Chargez! a été en nomination à l'échelle canadienne pour Vidéoclip de l'année aux Prix Juno en 2011. La pièce Chargez! est couramment utilisée comme hymne sportif lors des matchs du Canadiens de Montréal au Centre Bell.

## Fauve(2014)
Fauve marque un passage à la réalisation pour Ariel Coulombe, avec Maxime Leclerc et Vincent Blain à la prise de son et Pierre Girard au mixage. Quatre simple seront tirés de l'album, Ma haine, L'heure de la dose, Vice étrange et Pas de quartier, les deux derniers ayant fait l'objet de vidéoclips. Composé pendant le passage du groupe de la maison de disques Tacca vers l'indépendance, l'album explore la dualité entre la part sauvage de l'humain et sa civilité organisée. Ce deuxième album est généralement bien reçu par la critique et sera en nomination pour "Album rock de l'année" au GAMIQ 2014.

### Critiques
« il y a longtemps qu'un groupe rock québécois n'a été aussi solide qu'Ariel » - Tony Tremblay, Espace.mu
« le rock est loin d'être mort », « j'ai pas trouvé de toune plate » - Claude Rajotte, MusiquePlus
« énergique, incisif, cérébral », « une signature originale », « des textes pas banals » - Jean-François Côté, Radio-Canada
« le groupe indépendant revient en force ! » - Mélissa Pelletier, Nightlife
« les propos tranchent radicalement avec ce qui se fait dans la jungle musicale québécoise » « 4,5 / 5 » - Alternative Rock Press

## Croche(2016)
Toujours empreint de ce mélange d'énergie brute et de raffinement coloré dans les arrangements, Croche surprend par ses moments plus "groovy" ou atmosphériques. Une œuvre tournant autour du déséquilibre et du point de rupture, ce moment précis où tout peut basculer d'un côté ou de l'autre. S'il met à l'avant-plan l'auteur-compositeur et sa plume, ce troisième album est aussi marqué par une sensation organique de groupe.
Signant toujours la réalisation, Ariel Coulombe s'adjoint la collaboration de Ryan Battistuzzi comme coréalisateur. Toujours résolument rock dans l'esprit, ARIEL brouille ici un peu les codes attendus en proposant un album dansant, avec une lourde fondation de "drum & bass", survolée par des sonorités de mellotron, de cordes et de cuivre, notamment avec la participation de Jérôme Dupuis-Cloutier (trompette) et de Christiane Charbonneau (saxophone).

## Membres
Différents musiciens ont entouré le membre fondateur Ariel Coulombe depuis les débuts du groupe. Les membres actuels comptent Jonathan Gagné et Marie-Anne Arsenault du groupe Propofol et musiciens accompagnateurs de Xavier Caféïne, et Charles-Emmanuel L'Espérance.
Musiciens ayant fait partie d'ARIEL depuis sa fondation :
- Ariel Coulombe : Voix, guitare, clavier, basse, programmation
- Jonathan Gagné : Batterie
- Marie-Anne Arsenault : Basse, voix
- Charles-Emmanuel L'Espérance : Clavier, voix
- Sélène Bérubé : Voix, clavier
- Benoit Desrosby : Basse
- Philippe Lemire : Guitare

Ariel Coulombe et Sélène Bérubé sont d'anciens étudiants du Cégep de Saint-Laurent.

## Discographie
- 2010: Après le crime
- 2014: Fauve[10]
- 2016: Croche